# Offworld Trading Company
Offworld Trading Company là một game chiến lược thời gian thực (RTS) do hãng Mohawk Games phát triển và Stardock phát hành cho Microsoft Windows và OS X vào tháng 4 năm 2016.

## Lối chơi
Offworld Trading Company là game thuộc thể loại chiến lược thời gian thực theo chủ đề khoa học viễn tưởng lấy bối cảnh trên Sao Hỏa. Với sự xuất hiện của loại hình chiến tranh kinh tế, từ chiếm đoạt thù địch đến phá hoại, nó đặt người chơi phụ trách một trong bốn công ty kinh doanh ngoài thế giới quan trọng. Sự lựa chọn phe phái của người chơi được đưa ra sau khi có cái nhìn đầu tiên về bản đồ, cho phép điều chỉnh lựa chọn của mình cho phù hợp với tình huống. Bất kể lựa chọn của là gì đi nữa, người chơi cho đáp HQ của mình và bắt đầu xây dựng các nhà khai thác tài nguyên trên những ô lục giác lân cận.
Có mười ba tài nguyên trong game. Nước, nhôm, sắt, silicon và carbon có thể chiết xuất được từ những ô lục giác có chứa nguồn tài nguyên đó. Điện có thể được tạo ra bằng cách xây nhà máy điện, với những hạn chế khác nhau tùy thuộc vào loại nhà máy điện được xây dựng và thường được sử dụng để cung cấp năng lượng cho các tòa nhà. Nhà máy thép tạo ra thép từ sắt. Trang trại làm ra lương thực từ nước. Lò phản ứng thủy phân tách nước thành oxy và chất đốt. Lò nung thủy tinh sản xuất thủy tinh từ oxy và silicon. Nhà máy điện tử sản xuất thiết bị điện tử từ silicon, carbon và nhôm. Nhà máy lọc hóa chất sản xuất hóa chất từ carbon và chất đốt. Cuối cùng, người chơi có thể kiếm ra tiền bằng cách bán bớt các kho dự trữ tài nguyên.
Lượng cung và cầu biến động không ngừng. Nếu người chơi đang mua một lượng lớn thủy tinh để khuếch trương thế lực của mình, đối thủ có thể đang mở mang các lò thủy tinh để kiếm lợi nhuận cao. Trò chơi cũng cung cấp nhiều cách trực tiếp hơn để thu hút người chơi. Thông qua thị trường chợ đen, người chơi có thể mua sắm bất cứ thứ gì từ vũ khí hạt nhân dưới lòng đất có chức năng vét sạch tài nguyên cho đến những món đồ nhỏ giúp chuyển hướng của cải của đối thủ chảy vào túi mình. Tuy vậy, khi người chơi mua thứ gì đó từ chợ đen, giá của nó sẽ tăng lên, tạo cơ hội cho đối phương cảnh giác đề phòng, thường là ở dạng nhóm khủng bố thuê. Đội khủng bố thuê bảo vệ một công trình duy nhất khỏi hầu hết các hành động phá hoại, có khả năng đánh cắp sự phá hoại dành cho chính người chơi.
Mục tiêu cuối cùng trong game là mua phần lớn cổ phần của mọi công ty kinh doanh ngoài thế giới trong trò chơi. Nếu một người chơi mất phần lớn cổ phần trong công ty của mình, hoặc phải chịu sự tiếp quản thù địch rất tốn kém thì họ sẽ bị loại khỏi trò chơi, nhưng có thể chọn theo dõi với tư cách là quan sát viên. Người chơi được cảnh báo khi đối phương kiếm đủ tiền để mua chúng (nhưng bên đối phương không được cảnh báo), điều này thường dẫn đến các cuộc tranh đấu đầy căng thẳng và tuyệt vọng để kiếm tiền bằng mọi giá.

## Phát triển và phát hành
Offworld Trading Company được Mohawk Games phát triển và Stardock phát hành. Phiên bản đang trong quá trình phát triển của trò chơi đã được phát hành thông qua phương thức early access. Bản chính thức được phát hành cho Windows và OS X vào ngày 28 tháng 4 năm 2016.

## Đón nhận
Offworld Trading Company nhận được đánh giá "nhìn chung khá thuận lợi" từ giới phê bình theo trang web đánh giá tổng hợp Metacritic.